# 华东师范大学出版社
华东师范大学出版社（英語：East China Normal University Press）是华东师范大学附設的出版社，中华人民共和国建国后最早成立的两家大学出版社之一，曾先后被教育部、新闻出版署评为先进高校出版社、全国良好出版社。华东师范大学出版社2007年销量达到创纪录的人民幣5.8亿元，超过世纪出版集团的码洋总和。
华东师范大学出版社主要出版各类教材、教辅书、外语读物、教育心理学专著、人文社科图书、大众读物及电子音像出版物，其中教辅书系列《一课一练》销量达人民幣1000万元左右。

## 歷史

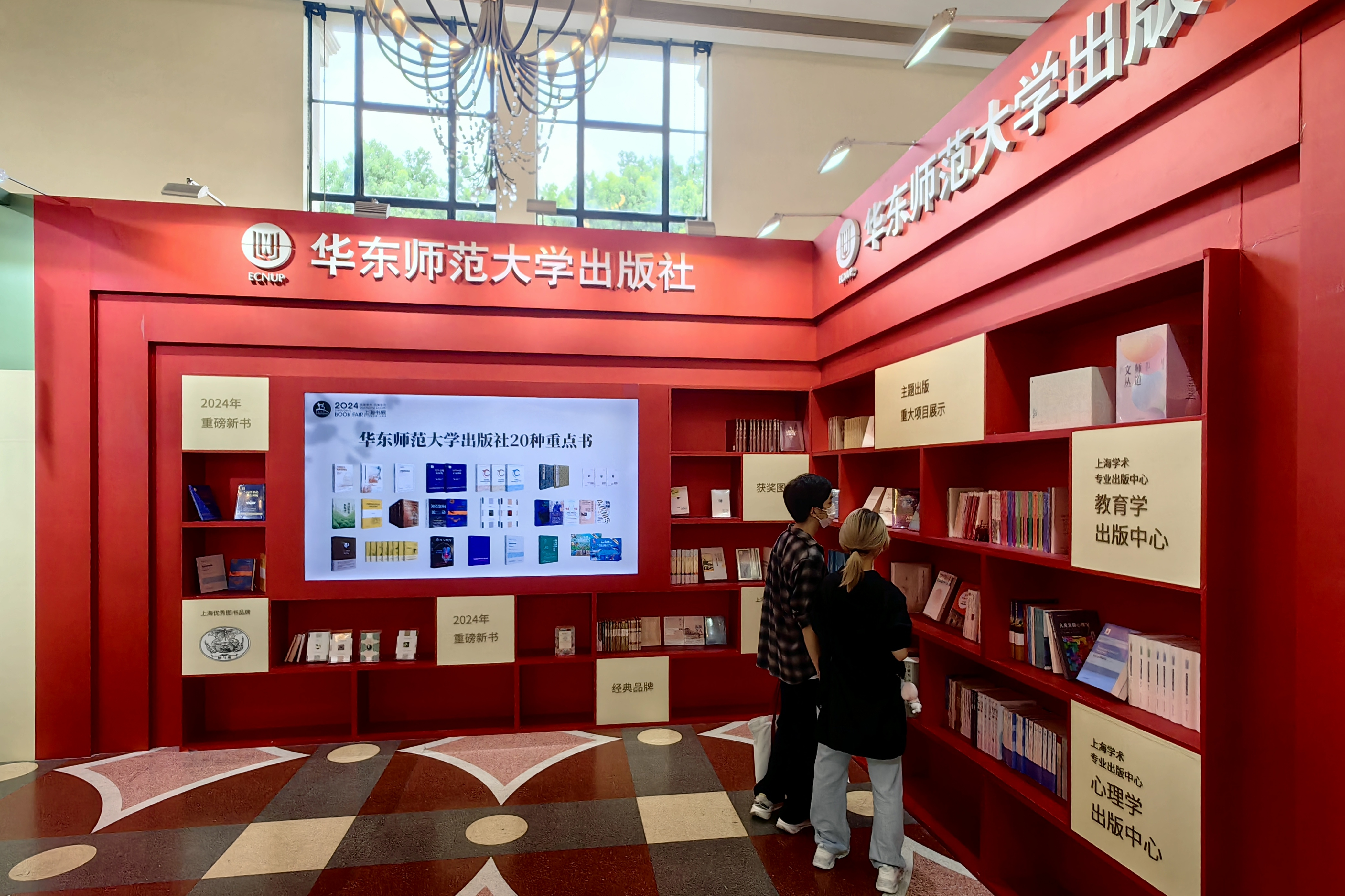
2024年上海书展华东师范大学出版社展位

1957年6月，华东师范大学出版社成立。1959年，华东师范大学出版社停办。1980年6月，华东师范大学出版社复社，由华东师范大学主办、中华人民共和国教育部主管。2009年6月，华东师范大学出版社改制为华东师范大学出版社有限公司。